# Fuera de juego

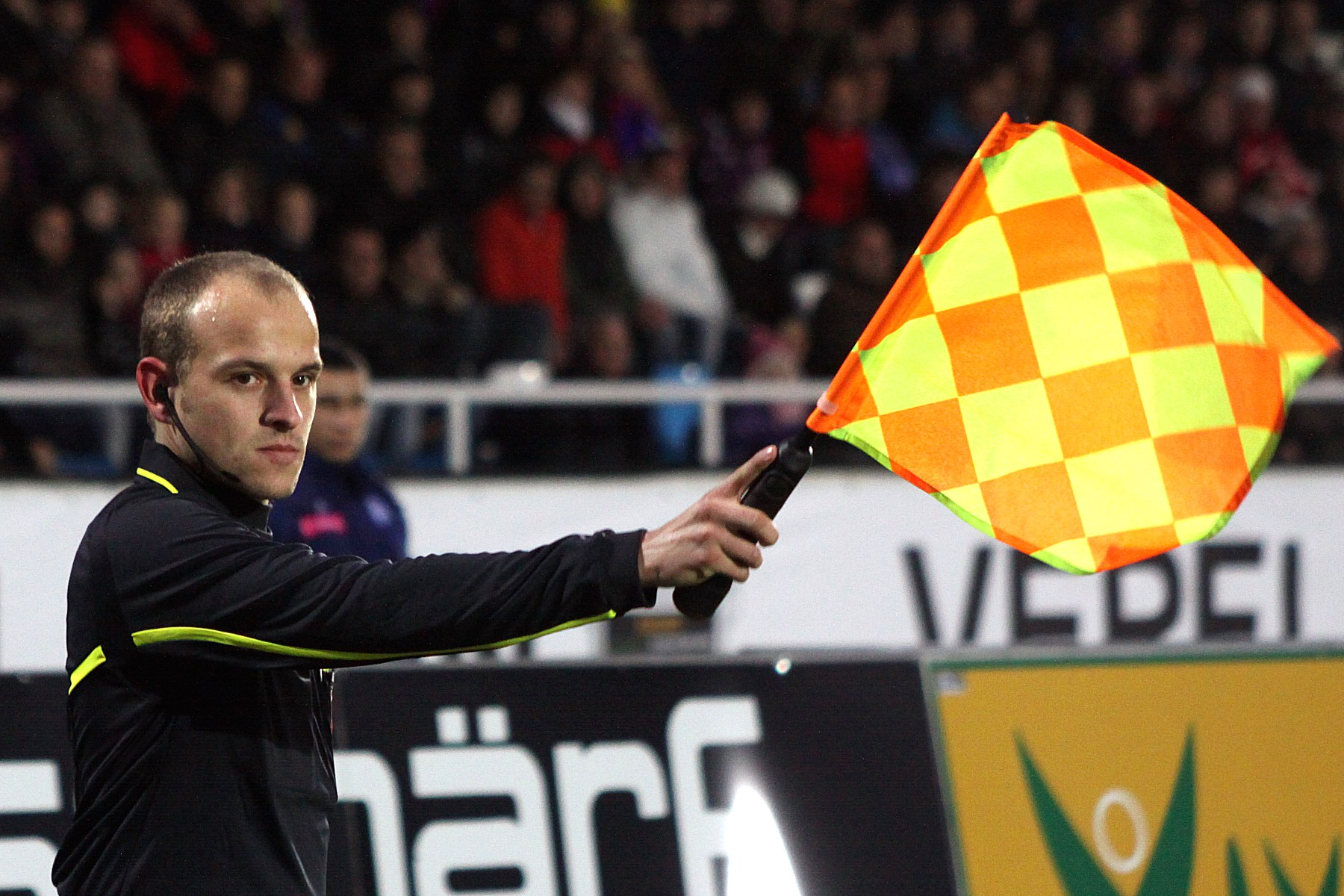
Árbitro asistente, indicando una posición de fuera de lugar.

En fútbol, fuera de juego, offside, fuera de lugar, órsay (u orsai) o posición adelantada es una regla de carácter estratégico, introducida con la intención de ordenar el juego. Está recogida en el reglamento de juego como regla 11.
Según la FIFA, en la regla actual, un jugador se encuentra en posición de fuera de juego si interviene en una jugada y se encuentra por delante del penúltimo adversario cuando el jugador que le realiza el pase deja de tocar el balón. A pesar de esta simple explicación, la aplicación de la regla depende de otros factores de juego. No obstante, si el jugador se encuentra por detrás de la posición del balón, nunca estará en fuera de juego.
No hay fuera de juego: desde un saque de meta, un saque lateral o un saque de esquina, también si el jugador que recibe el balón se encuentra en su propia mitad del campo o está a la altura del último o los últimos dos adversarios, o si algún jugador del equipo contrario habilita al jugador, o sea, si el jugador que toca la pelota antes de que el jugador intervenga en la jugada no es del mismo equipo.
En caso de que se genere un gol, el árbitro tiene autoridad para decidir si el tanto es válido o no. Si el árbitro decide que no es gol, no será validado como gol sin marcha atrás, pero en el caso de que decida que sí fue gol, la decisión ya fue tomada por el árbitro a la misma vez pitada, haciendo que tampoco haya marcha atrás. Por eso el árbitro (o los árbitros) tiene la decisión en el juego. Sin embargo, con la introducción del VAR, cualquier tanto producido en una situación de fuera de juego que amerite dudas, es revisado por el equipo humano a cargo del sistema, a partir de las imágenes que se obtienen de las cámaras conectadas a la sala de VAR. Los árbitros desde la sala VAR informan al árbitro principal, quien puede ratificar o modificar su decisión según el resultado del análisis.

## Aplicación actual de la regla
La aplicación de la regla de fuera de juego se divide en dos pasos: ver en que posición se encuentra el jugador, con el último contacto (no el pase) del jugador que pasa.

### Posición de fuera de juego

El delantero azul a la izquierda del diagrama está en posición de fuera de juego ya que está por delante del penúltimo defensor (marcado por la línea de puntos) y del balón.

Un jugador está en posición de fuera de juego si está «más cerca de la línea de meta contraria que el balón y el penúltimo adversario», a menos que se encuentre dentro de su propio campo. Un jugador que esté en línea con el penúltimo oponente no se considera fuera de juego. Debe tenerse en cuenta que el último oponente suele ser el portero, pero también puede ser otro jugador de campo. También debe remarcarse que la posición de fuera de juego se determina en el momento en el que el balón es tocado: la posición de fuera de juego de un jugador no se verá alterada por el movimiento posterior de los compañeros de equipo. Un futbolista se encuentra en posición de fuera de juego si interviene en una jugada y se encuentra más cerca de la línea de meta opuesta que el balón y el penúltimo adversario. Esto quiere decir que el jugador se encuentra fuera de juego si está más adelantado que todos los jugadores oponentes menos uno (quien suele ser el portero oponente aunque no siempre). A pesar de esta simple explicación, la aplicación de la regla depende de otros factores de juego, y suele ser compleja.

### Infracción de fuera de juego
Un jugador en posición de fuera de juego solo comete la infracción de fuera de juego si, «en el momento en que alguien de su equipo toca o juega el balón» él está, según el árbitro, involucrado en la jugada ya sea interfiriendo el juego o a un contrario, o tratando de sacar ventaja de esta posición.
Determinar si un jugador está involucrado en una jugada puede ser complejo. Un jugador no comete una infracción de fuera de juego si recibe el balón directamente de un saque de banda, de meta o de esquina. Tampoco comete infracción de fuera de juego si el jugador toca y juega una pelota que ha sido tocada por última vez por un balompedista del equipo contrario (si el toque fue intencionado). En cambio, sí será sancionado con un fuera de juego aquel jugador que, estando en posición adelantada, recibe el esférico rebotado de los verticales o larguero del arco, luego de un tiro al arco ejecutado por un jugador de su mismo equipo.
La FIFA publicó unos nuevos consejos para interpretar la regla de fuera de juego en 2003, y éstos se incorporaron a la regla 11 en julio de 2005. La nueva redacción busca definir precisamente los tres casos como sigue:
- Interferir el juego significa jugar o tocar el balón pasado o tocado por un compañero de equipo.
- Interferir a un contrario significa impedir que un adversario juegue o pueda jugar el balón, obstruyendo claramente el campo visual del adversario o disputándole la pelota.
- Sacar ventaja de la situación de fuera de juego significa jugar un balón que rebota en su dirección desde un poste o desde un contrario, habiendo estado en situación de fuera de juego.

En la práctica, un jugador en posición de fuera de juego puede ser penalizado antes de jugar o tocar el balón si, según el árbitro, ningún otro compañero de equipo que no se encuentre en fuera de juego puede jugar el balón.
La interpretación del árbitro de estas nuevas definiciones aún es objeto de controversia, sobre todo en la definición de qué movimientos puede realizar un jugador en situación de fuera de juego para que no pueda juzgarse que interfiere con un contrario.

### Sanción del fuera de juego
La sanción de una infracción de fuera de juego es un tiro libre indirecto para el equipo contrario, en el punto en el que se cometió la infracción. El fuera de juego permite que se otorgue ley de ventaja, siempre que la posesión del balón sea claramente del defensor. En caso de proceder el fuera de juego, la jugada se anulará.

### Arbitraje

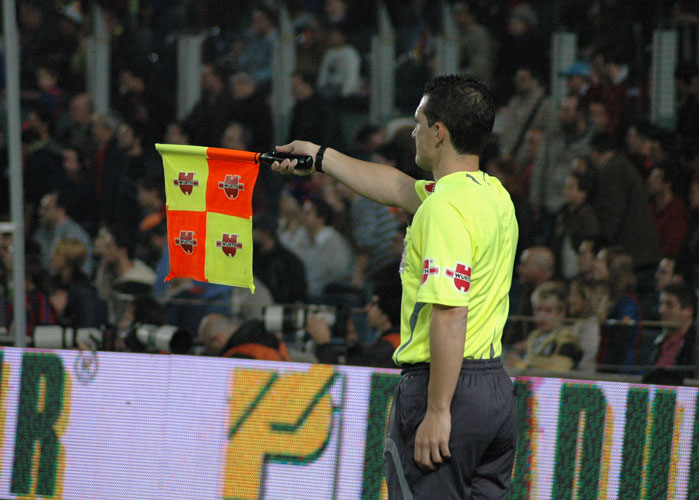
Árbitro asistente señalando posición adelantada.

Para la aplicación de esta regla, el árbitro depende en gran medida de su árbitro asistente, que normalmente se sitúa en línea con el penúltimo defensor de la parte del campo en que se encuentra (las técnicas exactas de posicionamiento son más complejas).
La tarea de los árbitros asistentes respecto a los fuera de juego pueden ser difíciles, ya que deben estar atentos a los ataques y a los contraataques, considerar qué jugadores se encuentran en posición de fuera de juego cada vez que se juegue el balón (a menudo desde el otro extremo del campo), y determinar si los jugadores situados en fuera de juego están involucrados en la jugada. El riesgo de error de arbitraje se amplifica por el efecto de la perspectiva, que se hace presente cuando la distancia entre el jugador atacante y el árbitro asistente es significativamente distinto de la distancia al balompedista defensor, y el árbitro asistente no está en línea con este último. La dificultad de detectar un fuera de juego es, a menudo, infravalorada por los espectadores. Tratar de determinar si un jugador está en línea con un adversario en el momento en el que se golpea el balón no es fácil: si un atacante y un defensor corren en direcciones contrarias, pueden alejarse dos metros en una décima de segundo.
Existe un estudio médico-científico que llega a la siguiente conclusión: 'El ojo humano no está capacitado fisiológicamente para detectar un fuera de juego'.

## Historia
El fuera de juego, fuera de lugar o posición adelantada, se trata de una regla que se remonta a los primeros años del juego, en los que era mucho más estricta que ahora, y su creación, junto con el área penal, fue fundamental para ordenarlo y darle un cariz táctico. Por evolución cultural, de aquella regla antigua de 1863 se pasó a la clásica en 1866, y finalmente a la actual en 1925.
En 1924, se introdujo el concepto de fuera de juego pasivo.

### Regla antigua
La regla antigua o «regla de 1863» proviene de los orígenes del fútbol reglamentado, cuando se acostumbraba a declarar a un jugador en fuera del juego si se situaba por delante del balón, esto es entre el balón y la portería contraria, lo que significa que los pases sólo podían hacerse «hacia atrás», comparable con el actual fuera de juego del rugby, deporte que tiene los mismos orígenes que el balompié. Esta regla antigua no era universal —originalmente, las Reglas de Sheffield no tenían fuera de juego, y jugadores conocidos como kick throughs se podían posicionar permanentemente cerca de la portería de los oponentes al no existir tal regla—.
La regla antigua del fuera de juego fue recogida en el primer reglamento de la Football Association de 1863, mas fue modificada sustancialmente tres años más tarde.

### Regla clásica
La regla clásica, regla de 1866 o regla de «tres oponentes», sustituyó en el reglamento de la Football Association a la regla antigua solo tres años después de la incorporación de esta última. Según ella, un jugador estaba en fuera de juego si se encontraba más cerca de la línea opuesta que el balón y el antepenúltimo adversario, lo que quiere decir que el jugador se encontraba más adelantado que todos los balompedistas oponentes menos dos. Dicho de otra forma, un jugador estaba en posición legal si tenía a tres oponentes o más ante sí (contando el arquero). La regla clásica fue una adaptación de las Reglas de Cambridge, que estipulaban cuatro jugadores o más.
La gran novedad de la regla clásica es que permitía, en las circunstancias determinadas por ella, pasar a un compañero más adelantado que el balón. Ello provocó un desconcierto inicial entre los jugadores hasta que floreció el juego combinativo que culminó en el sistema clásico, también llamado sistema o formación piramidal, con dos zagueros, tres centrocampistas y cinco delanteros. De los dos zagueros, el más adelantado era el que determinaba la línea de fuera de juego. Este sistema, condicionado por la regla clásica, ofreció un fútbol vistoso durante cincuenta años, hasta que en 1925 se modificó sustancialmente la regla.

### Regla actual
La regla actual, regla de 1925 o regla de «dos oponentes», sustituyó a la regla clásica en 1925 y sigue en su esencia en vigor hasta ahora. En aquel año, la liga profesional de fútbol inglesa consideró oportuno debilitar la regla clásica para fomentar un fútbol de más goles. Recordemos que, según la regla actual, un jugador se encuentra en posición de fuera de juego si se encuentra más cerca de la línea opuesta que el balón y el penúltimo adversario, lo que quiere decir que el jugador se encuentra más adelantado que todos los jugadores oponentes menos uno. En relación con la regla clásica, se cambió la palabra antepenúltimo por la palabra penúltimo.
En efecto, el cambio súbito a la regla de los «dos oponentes» desequilibró masivamente el sistema de defensa practicado hasta entonces y llevó a un incremento inmediato en la cantidad de goles anotados. Se marcaron 4700 tantos en 1848 partidos de fútbol de liga inglesa en los años 1924-25. Esta cantidad se elevó a 6373 goles con el mismo número de partidos en la liga 1925-26.
En 1990 la regla se modificó levemente para considerar que un atacante en línea con el penúltimo oponente no se encontraría en situación de fuera de juego. También se quitó la regla existente de 1925-26 que habilitaba al jugador si el pase salía del propio campo. Estos cambios fueron parte de un movimiento general de las máximas autoridades del deporte para favorecer el fútbol de ataque y permitir que el juego se desenvolviera con más libertad.
En 2003, la FIFA publicó unos consejos más restrictivos para penalizar los fueras de juego, de modo que se favoreciera el juego atacante. De esa manera, un jugador en una posición de fuera de juego no se penaliza siempre, sino que dependerá de sus acciones y posición. Con esta modificación, los atacantes ya no serían penalizados si se encuentran en una posición habilitante aunque tuvieran a un compañero de equipo en posición de fuera de juego, siempre y cuando este se encuentre en actitud pasiva. Esto ha permitido que se marquen más goles a través de pases legítimos desde la defensa.[cita requerida]

## Táctica del fuera de juego
La táctica del fuera de juego, o achique de espacios, es una táctica defensiva. Cuando un jugador atacante está avanzando por el campo y un compañero de equipo está listo para enviarle el balón, los defensores se adelantarán sincronizadamente de modo que el atacante se encuentre situado detrás de ellos en el momento en el que el balón se golpee, haciendo que el atacante se coloque en posición de fuera de juego en el momento del pase. Los defensores que emplean esta táctica a menudo intentan atraer la atención del árbitro asistente hacia la posible posición de fuera de juego del atacante, ya sea gritando o levantando el brazo.
Se suele decir que el uso de esta táctica fomenta un fútbol aburrido. Sin embargo, puede ser una estrategia arriesgada ya que los defensores deben avanzar juntos, ya que si no los jugadores atacantes no se encontrarán en posición de fuera de juego; si la táctica falla, los jugadores atacantes tendrán un camino casi despejado hacia la portería. Los cambios de reglamento de 2003 han hecho que esta táctica sea más peligrosa.
Uno de los defensas más conocidos que empleó esta táctica fue Billy McCracken del Newcastle United. Se cree que su táctica de juego obligó a los responsables a modificar las normas en 1925, reduciendo el número de defensores necesarios entre el atacante y la línea de fondo de tres a dos.
En los tiempos recientes, la táctica del achique de espacios se ha vuelto incluso más arriesgada con la interpretación de 2003, ya que una situación pasiva en fuera de juego no se penaliza. De esta manera, los equipos que lleven a cabo esta táctica pueden fallar si el jugador en fuera de juego no está involucrado en el juego activo ya que el árbitro solo deberá indicar fuera de juego si el jugador toca o recibe el balón.